# Beauvoisin, Gard
 Beauvoisin là một xã ở tỉnh Gard ở miền nam nước Pháp. Xã này có diện tích 27,82 kilômét vuông, dân số năm 1999 là 3317 người. Khu vực này có độ cao trung bình 69 mét trên mực nước biển. Ở đây có đua bò nhưng khác với đua bò ở Tây Ban Nha. Những con bò đua được trang trí ở sừng.